# パッラヴォーロ・パルマ
パッラヴォーロ・パルマ（Pallavolo Parma）は、イタリア・パルマを本拠地としていた男子バレーボールクラブチーム。通称はパルマ。

## 歴史
1946年創設。1949年にフェッロヴィエーリ・パルマ（Ferrovieri Parma）としてセリエAへ参入し、1950年にリーグ初優勝、翌年連覇を飾った。1954年、総合スポーツクラブ・CUSパルマと合併。1964年に降格の危機が訪れたが、アヴィア・ペルヴィア・モデナの破産による消滅により降格を免れた。その後、グルッポ・スポルティーボ・サルヴァラーニ（Gruppo Sportivo Salvarani）の支援を受け、白と青をクラブカラーとするパッラヴォーロ・パルマとなり、1969年に3度目のリーグ優勝を飾った。
1981年、パルマラットとサンタルがスポンサーとなり、白と緑をクラブカラーとするパルマ・バレーボール（Parma Volley Ball）となる。1990年代にかけてリーグ優勝5回、コッパ・イタリア優勝5回、欧州チャンピオンズリーグ優勝2回、欧州スーパーカップ優勝2回、トップチームズカップ優勝3回など、国内外の数々のタイトルを獲得。イタリアバレー全盛期の代表選手および各国代表選手を抱え、A1屈指の強豪クラブとして一時代を築いた。
しかし、1994年、当時のスポンサーであるマキシコーノのスポンサー放棄によって財政危機に陥り、クラブ再建のため1996年にローマ・バレーへA1の権利売却を余儀なくされる。パルマはA2へ降格し、スカイ・バレー（Sky Volley）として再出発することとなった。1999年にA1へ再昇格し、再びマキシコーノをメインスポンサーに迎えたものの、2004年にターラント・バレーへ権利を再売却し、パルマは消滅した

## 主な成績
セリエA
- 優勝：1950、1951、1969、1982、1983、1990、1992、1993

 コッパ・イタリア
- 優勝：1982、1983、1987、1990、1992

 欧州チャンピオンズリーグ
- 優勝：1984、1985

 CEVカップ
- 優勝：1992、1995

 欧州スーパーカップ
- 優勝：1989、1990

 トップチームズカップ
- 優勝：1988、1989、1990

 世界クラブ選手権
- 優勝：1989

## 歴代監督
- ジャン・パオロ・モンターリ
- キム・ホチョル
- フランチェスコ・ダッロリオ
- リュボミール・トラヴィツァ

## 歴代所属選手
| - アンドレア・アナスタージ - アンドレア・ジャーニ - アンドレア・ゾルジ - マルコ・ブラッチ - パスクアーレ・グラビーナ - ミルコ・コルサーノ - ダニエレ・デジデリオ - バレリオ・ベルミリオ - マルコ・メオーニ - ルカ・テンカティ - アレッサンドロ・ファリーナ | - キム・ホチョル - ペーター・ブランジェ - ヘンク＝ジャン・ヘルド - イリア・サベリエフ - エフゲーニ・ミトコフ - セルゲイ・テチューヒン - スタニスラフ・ディネイキン - フランツ・グランボルカ - イゴール・オムルチェン |  |

## ユニフォーム
ホーム
- メインカラーのホワイトとブルー。

アウェイ
- サブカラーのレッド。

リベロ
- 不明